# Decauville-Bahn der Genter Weltausstellung 1913
| Decauville-Bahn der Genter Weltausstellung 1913                                                          | Decauville-Bahn der Genter Weltausstellung 1913 |
| --- | ----------------------------------------------- |
| Depot du Tramway de la Societe Nouvelle des Etablisse- ments Decauville Ainé, Bruxelles 58-60 Bv du Nord |                                                 |
| Streckenlänge:                                                                                           | 3 km                                            |
| Spurweite:                                                                                               | 600 mm (Schmalspur)                             |
| |                                                 |

Die Decauville-Bahn der Genter Weltausstellung 1913 (französisch Tramway de Decauville Ainé) war eine Decauville-Schmalspurbahn mit einer Spurweite von 600 mm, die während der Weltausstellung 1913 in Gent betrieben wurde.

## Geschichte
Nach dem Erfolg der Decauville-Bahn der Pariser Weltausstellung (1889) stellte die belgische Niederlassung der französischen Firma Decauville aus Corbeil-Essonnes die von ihr vertriebenen Montania-Motorlokomotiven auf der Weltausstellung 1913 in Gent aus.

## Streckenführung
Die Strecke passierte unter anderem folgende Stationen:
- Palais der Schönen Künste
- Ville de Paris
- Delhaize Freres & Cie ‹Le Leon›
- Modernes Dorf
- Rue Belvedere
- Chateau d’eau[1]

Das Depot befand sich zwischen dem Modernen Dorf und den Sportplätzen.

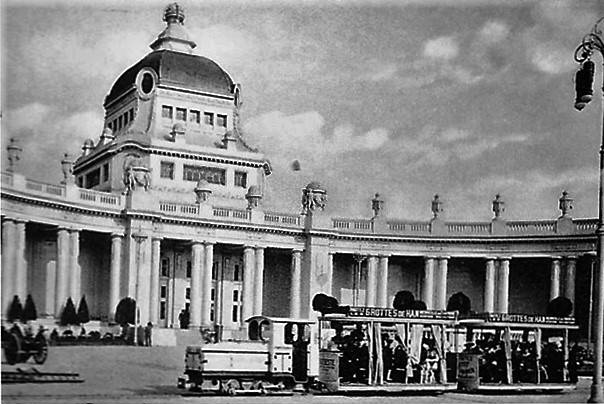
Palais der schönen Künste
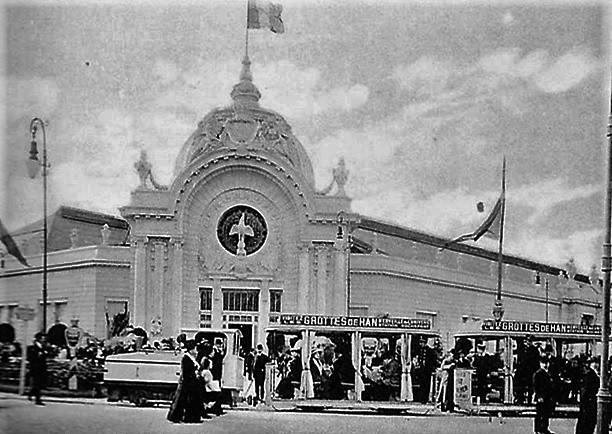
Ville de Paris
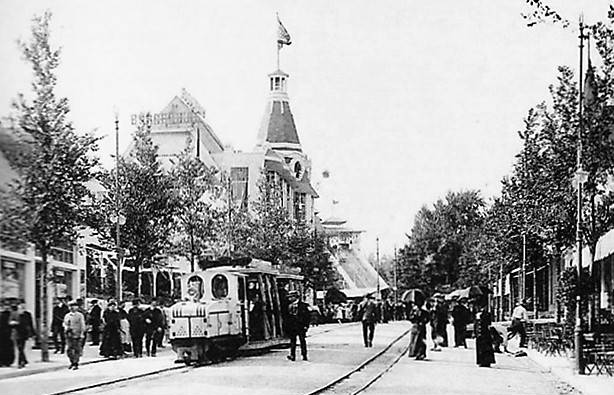
Rue Belvedere
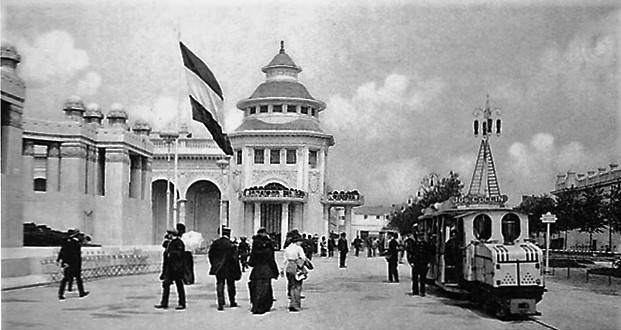
Chateau d'eau

## Betrieb
Auf der temporär verlegten Strecke wurden acht Lokomotiven des Typs 'Montania' der Pariser Niederlassung von Orenstein & Koppel und Arthur Koppel eingesetzt. Sie konnten mit Benzol, Benzin, Alkohol oder Petroleum betrieben werden konnten. Sie hatten seitlich auf der Motorabdeckung einen dezenten Schriftzug der Firma 'Decauville', die für den Vertrieb dieser in Belgien verantwortlich war.
Der Betrieb wurde von einem 24-köpfigen Team von 10 Lokführern, 12 uniformierten Schaffnern, einem weiß gekleideten Bahnwärter und dem Fahrdienstleister durchgeführt.

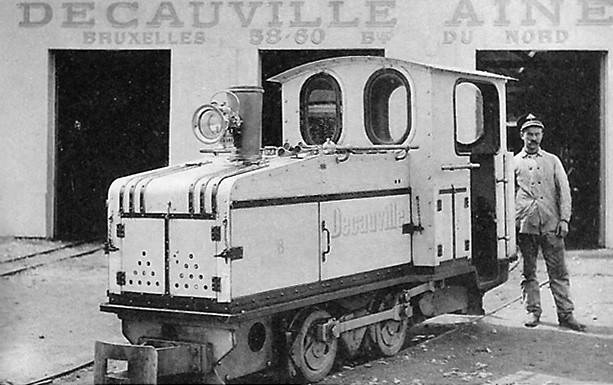
Lokomotive
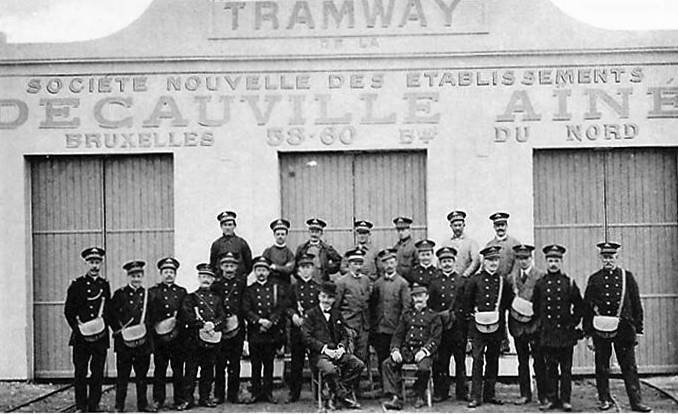
Lokführer und Schaffner
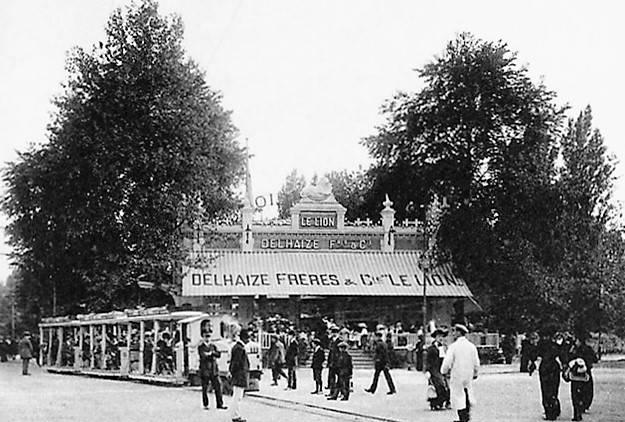
Bahnwärter
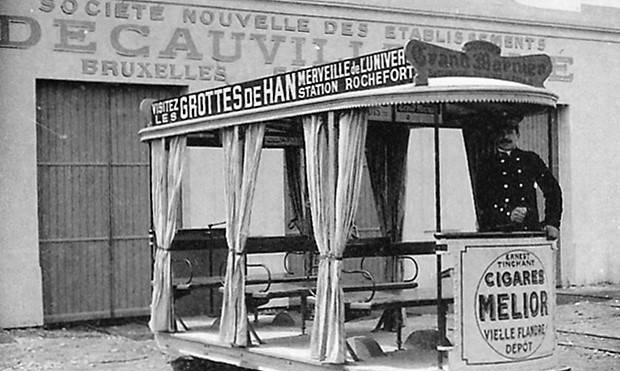
Wagen